# 斯特茲瓦菲厄澤
斯特茲瓦菲厄澤是冰島東部區菲亚扎比格兹市镇内的村庄，位於該國東部，距離雷扎爾菲厄澤44公里，該地曾經是漁業中心，現時主要經濟活動是紡織業，2023年人口192。

## 外部連結

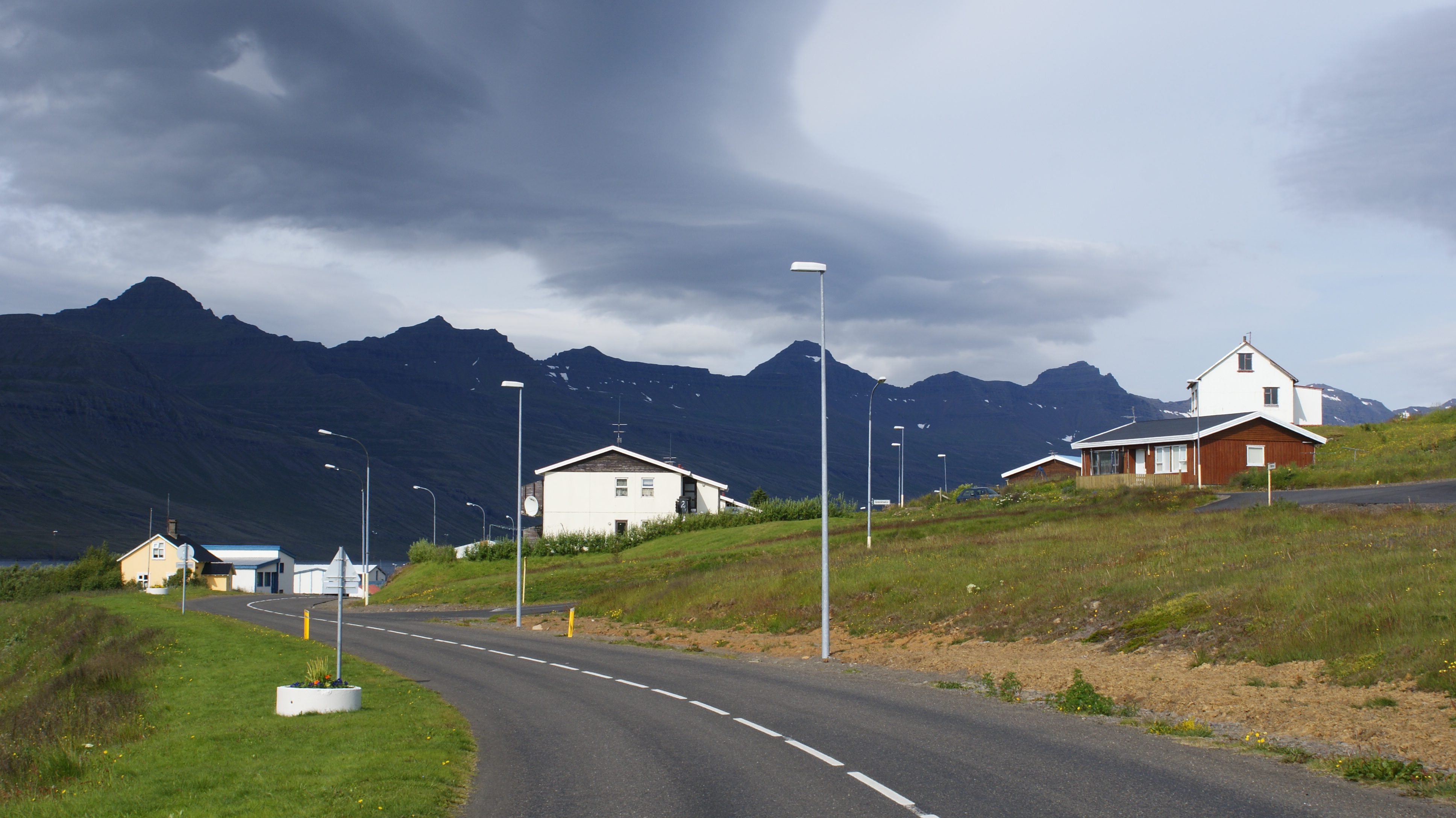
斯特茲瓦菲厄澤

- Stöðvarfjörður 菲亚扎比格兹市镇官方网站上的有关信息 （页面存档备份，存于） （冰岛语）

64°50′00″N 13°52′27.6″W / 64.83333°N 13.874333°W